# Trofeo TIM
El Trofeo TIM fue un triangular amistoso de fútbol, tradicionalmente disputado por los tres principales equipos italianos Juventus, Inter y Milan. En el 2013, el Sassuolo, recién ascendido a la Serie A, tomó el lugar del Inter, que decidió no participar en el torneo.
El Torneo fue fundado en el 2001 por idea de la empresa TIM, patrocinadora del evento, pero cuya organización total es confiada al Master Group Sport, agencia de Milán.
El último campeón de la competición (2016) es el Celta de Vigo.

## Modo de Juego
El torneo se divide en tres minijuegos, cada uno dividido en un solo tiempo regular de 45 minutos. Cada minijuego se decide en los penaltis en caso de empate en el tiempo reglamentario. Los organizadores deciden los dos equipos que deben enfrentarse en el primer partido. A continuación, el tercer equipo se enfrenta al perdedor y luego al ganador del primer encuentro.
Los puntajes para la clasificación final son:
- Ganar en el tiempo reglamentario: 3 puntos.
- Victoria en los penaltis 2 puntos.
- Derrota en los penaltis: 1 punto.
- Derrota en el tiempo reglamentario: 0 puntos.

En caso de igualdad de puntos entre los dos equipos, prevalece el que ganó el enfrentamiento directo (aunque sea en los penaltis). En caso la igualdad de puntos sea entre los tres equipos, se recurre a la mejor diferencia de gol, si persiste el empate, se toma el mayor número de goles marcados (en ambos casos, sólo se tiene en cuenta los goles a favor y en contra marcados durante el tiempo reglamentario).  
En el caso de persistir el empate entre los tres equipos, se proclama ganador al equipo con la edad media más baja.

## Sedes
Las sedes han cambiado varias veces a lo largo de los años. La mayoría de las ediciones se celebran en un lugar neutral, pero también hubo cuatro ocasiones en las que se jugó en el campo de los participantes: Tres ocasiones en el San Siro (campo del Milan y el Inter) y una ocasión en el Estadio Olímpico de Turín (antiguo estadio de la Juventus). Las últimas edición se jugó en Reggio Emilia.
- Estadio Nereo Rocco de Trieste: 3 ediciones (2001, 2002, 2005).
- Estadio Giuseppe Meazza de Milán: 3 ediciones (2004, 2006, 2007).
- Estadio San Nicola de Bari: 3 ediciones (2010, 2011, 2012).
- Estadio Del Conero de Ancona: 1 edición (2003).
- Estadio Olímpico de Turín: 1 edición (2008).
- Estadio Adriático de Pescara: 1 edición (2009).
- Estadio Cittá del Tricolore de Reggio Emilia: 4 ediciones (2013, 2014, 2015 y 2016)

## Participantes
- Milan - 14 ediciones (2001, 2002, 2003, 2004, 2005, 2006, 2007, 2008, 2009, 2010, 2011, 2012, 2013, 2016)
- Juventus - 13 ediciones (2001, 2002, 2003, 2004, 2005, 2006, 2007, 2008, 2009, 2010, 2011, 2012, 2013)
- Inter - 12 ediciones (2001, 2002, 2003, 2004, 2005, 2006, 2007, 2008, 2009, 2010, 2011, 2012)
- Sassuolo - 4 ediciones (2013, 2014, 2015, 2016)
- Real Club Celta de Vigo - 1 edición (2016)

## Salón de la Fama
- Inter - 8 (2002, 2003, 2004, 2005, 2007, 2010, 2011, 2012)
- Milan - 5 (2001, 2006, 2008, 2014, 2015)
- Juventus - 1 (2009)
- Sassuolo - 1 (2013)
- Real Club Celta de Vigo - 1 (2016)

| Año  | Sede                                      | Vencedor      | 2º Puesto | 3º Puesto |
| ---- | ----------------------------------------- | ------------- | --------- | --------- |
| 2001 | Estadio Nereo Rocco Trieste               | Milan         | Juventus  | Inter     |
| 2002 | Estadio Nereo Rocco Trieste               | Inter         | Milan     | Juventus  |
| 2003 | Estadio Del Conero Ancona                 | Inter         | Juventus  | Milan     |
| 2004 | Estadio Giuseppe Meazza Milán             | Inter         | Milan     | Juventus  |
| 2005 | Estadio Nereo Rocco Trieste               | Inter         | Milan     | Juventus  |
| 2006 | Estadio Giuseppe Meazza Milán             | Milan         | Juventus  | Inter     |
| 2007 | Estadio Giuseppe Meazza Milán             | Inter         | Milan     | Juventus  |
| 2008 | Estadio Olímpico de Turín Turín           | Milan         | Juventus  | Inter     |
| 2009 | Estadio Adriático Pescara                 | Juventus      | Inter     | Milan     |
| 2010 | Estadio San Nicola Bari                   | Inter         | Milan     | Juventus  |
| 2011 | Estadio San Nicola Bari                   | Inter         | Juventus  | Milan     |
| 2012 | Estadio San Nicola Bari                   | Inter         | Juventus  | Milan     |
| 2013 | Estadio Cittá del Tricolore Reggio Emilia | Sassuolo      | Juventus  | Milan     |
| 2014 | Estadio Cittá del Tricolore Reggio Emilia | Milan         | Juventus  | Sassuolo  |
| 2015 | Estadio Cittá del Tricolore Reggio Emilia | Milan         | Sassuolo  | Inter     |
| 2016 | Estadio Cittá del Tricolore Reggio Emilia | Celta de Vigo | Sassuolo  | Milan     |

## Ediciones

### 2001
- Sede: Trieste

| Equipo   | Ptos | G | P | PG | PP | GF | GE | DF |
| -------- | ---- | - | - | -- | -- | -- | -- | -- |
| Milan    | 5    | 1 | 0 | 1  | 0  | 1  | 0  | +1 |
| Juventus | 2    | 0 | 1 | 1  | 0  | 0  | 1  | -1 |
| Inter    | 2    | 0 | 0 | 0  | 2  | 0  | 0  | 0  |

| 9 de agosto de 2001, 21:00 (EST) | Milan | 0:0' | Inter | Estadio Nereo Rocco, Trieste     |  |
|                                  |       |      |       | Árbitro(s): Massimiliano Saccani |  |

| Tanda de penaltis |  |     |  |           |
| Shevchenko        |  | 1:1 |  | Vieri     |
| Rui Costa         |  | 2:2 |  | Seedorf   |
| Serginho          |  | 3:3 |  | Kallon    |
| Contra            |  | 4:3 |  | Materazzi |
| Inzaghi           |  | 5:3 |  |           |

| 9 de agosto de 2001, 22:15 (EST) | Inter | 0:0' | Juventus | Estadio Nereo Rocco, Trieste |  |
|                                  |       |      |          | Árbitro(s): Stefano Cassará  |  |

| Tanda de penaltis |  |     |  |             |
| Vieri             |  | 1:1 |  | Del Piero   |
| Emre              |  | 1:1 |  | Pessotto    |
| Cauet             |  | 2:2 |  | Maresca     |
| Greško            |  | 2:2 |  | Trezeguet   |
| Dalmat            |  | 2:3 |  | Tacchinardi |

| 9 de agosto de 2001, 23:15 (EST) | Milan       | 1:0' | Juventus | Estadio Nereo Rocco, Trieste |                           |
|                                  | Kaladze 31' |      |          | Árbitro(s): Paolo Bertini    | Árbitro(s): Paolo Bertini |

### 2002
- Sede: Trieste

| Equipo   | Ptos | G | P | PG | PP | GF | GE | DF |
| -------- | ---- | - | - | -- | -- | -- | -- | -- |
| Inter    | 4    | 1 | 0 | 0  | 1  | 2  | 0  | +2 |
| Milan    | 3    | 1 | 1 | 0  | 0  | 1  | 2  | -1 |
| Juventus | 2    | 0 | 1 | 1  | 0  | 0  | 1  | -1 |

| 31 de julio de 2002, 21:00 (EST) | Juventus | 0:0' | Inter | Estadio Nereo Rocco, Trieste |  |
|                                  |          |      |       | Árbitro(s): Matteo Trefoloni |  |

| Tanda de penaltis |  |     |  |           |
| Del Piero         |  | 1:1 |  | Kallon    |
| Camoranesi        |  | 2:1 |  | Córdoba   |
| Fresi             |  | 3:2 |  | Dalmat    |
| Birindelli        |  | 4:2 |  | Conceição |

| 31 de julio de 2002, 22:00 (EST) | Inter          | 2:0' | Milan | Estadio Nereo Rocco, Trieste |                           |
|                                  | Vieri 18', 32' |      |       | Árbitro(s): Paolo Bertini    | Árbitro(s): Paolo Bertini |

| 31 de julio de 2002, 23:00 (EST) | Milan          | 1:0' | Juventus | Estadio Nereo Rocco, Trieste     |                                  |
|                                  | Shevchenko 17' |      |          | Árbitro(s): Massimiliano Saccani | Árbitro(s): Massimiliano Saccani |

### 2003
- Sede: Ancona

| Equipo   | Ptos | G | P | PG | PP | GF | GE | DF |
| -------- | ---- | - | - | -- | -- | -- | -- | -- |
| Inter    | 6    | 2 | 0 | 0  | 0  | 2  | 0  | +2 |
| Juventus | 3    | 1 | 1 | 0  | 0  | 1  | 1  | 0  |
| Milan    | 0    | 0 | 2 | 0  | 0  | 0  | 2  | -2 |

| 12 de agosto de 2003, 21:00 (EST) | Milan | 0:1' | Juventus   | Estadio del Conero, Ancona |                           |
|                                   |       |      | 30' Appiah | Árbitro(s): Danilo Nucini  | Árbitro(s): Danilo Nucini |

| 12 de agosto de 2003, 22:00 (EST) | Inter     | 1:0' | Milan | Estadio del Conero, Ancona  |                             |
|                                   | Kallon 5' |      |       | Árbitro(s): Paolo Dondarini | Árbitro(s): Paolo Dondarini |

| 12 de agosto de 2003, 23:00 (EST) | Juventus | 0:1' | Inter     | Estadio del Conero, Ancona  |                             |
|                                   |          |      | 3' Crespo | Árbitro(s): Emidio Morganti | Árbitro(s): Emidio Morganti |

### 2004
- Sede: Milán

| Equipo   | Ptos | G | P | PG | PP | GF | GE | DF |
| -------- | ---- | - | - | -- | -- | -- | -- | -- |
| Inter    | 5    | 1 | 0 | 1  | 0  | 1  | 0  | +1 |
| Milan    | 4    | 1 | 0 | 0  | 1  | 2  | 0  | +2 |
| Juventus | 0    | 0 | 2 | 0  | 0  | 0  | 3  | -3 |

| 27 de julio de 2004, 21:00 (EST) | Inter       | 1:0' | Juventus | Estadio Giuseppe Meazza, Milán |                           |
|                                  | Martins 37' |      |          | Árbitro(s): Paolo Bertini      | Árbitro(s): Paolo Bertini |

| 27 de julio de 2004, 22:00 (EST) | Milan                   | 2:0' | Juventus | Estadio Giuseppe Meazza, Milán |                             |
|                                  | Pozzi 4' · Ambrosini 9' |      |          | Árbitro(s): Paolo Dondarini    | Árbitro(s): Paolo Dondarini |

| 27 de julio de 2004, 23:00 (EST) | Milan | 0:0' | Inter | Estadio Giuseppe Meazza, Milán |  |
|                                  |       |      |       | Árbitro(s): Nicola Rizzoli     |  |

| Tanda de penaltis |  |     |  |           |
| Crespo            |  | 1:1 |  | Germinale |
| Pirlo             |  | 2:2 |  | Semenzato |
| Dhorasoo          |  | 2:3 |  | Fautario  |
| Brocchi           |  | 3:4 |  | Momentè   |
| Costacurta        |  | 4:5 |  | Laribi    |

### 2005
- Sede: Trieste

| Equipo   | Ptos | G | P | PG | PP | GF | GE | DF |
| -------- | ---- | - | - | -- | -- | -- | -- | -- |
| Inter    | 5    | 1 | 0 | 1  | 0  | 1  | 0  | +1 |
| Milan    | 4    | 1 | 0 | 0  | 1  | 2  | 1  | +1 |
| Juventus | 0    | 0 | 2 | 0  | 0  | 1  | 3  | -2 |

| 20 de julio de 2005, 21:00 (EST) | Inter | 0:0' | Milan | Estadio Nereo Rocco, Trieste |  |
|                                  |       |      |       | Árbitro(s): Nicola Rizzoli   |  |

| Tanda de penaltis |  |     |  |            |
| Arrieta           |  | 0:1 |  | Seedorf    |
| Júlio César       |  | 1:2 |  | Rui Costa  |
| Materazzi         |  | 2:2 |  | Serginho   |
| Martins           |  | 3:3 |  | Costacurta |
| Solari            |  | 4:4 |  | Ardemagni  |
| Womé              |  | 5:4 |  | Ambrosini  |

| 20 de julio de 2005, 22:00 (EST) | Juventus      | 1:2' | Milan                    | Estadio Nereo Rocco, Trieste |                             |
|                                  | Trezeguet 36' |      | 8' Vieri · 24' Rui Costa | Árbitro(s): Emidio Morganti  | Árbitro(s): Emidio Morganti |

| 20 de julio de 2005, 23:00 (EST) | Juventus | 0:1' | Inter       | Estadio Nereo Rocco, Trieste |                           |
|                                  |          |      | 43' Martins | Árbitro(s): Tiziano Pieri    | Árbitro(s): Tiziano Pieri |

### 2006
- Sede: Milán
- Mejor Jugador: Alessandro Del Piero ( Juventus)

| Equipo   | Ptos | G | P | PG | PP | GF | GE | DF |
| -------- | ---- | - | - | -- | -- | -- | -- | -- |
| Milan    | 6    | 2 | 0 | 0  | 0  | 5  | 2  | +3 |
| Juventus | 2    | 0 | 1 | 1  | 0  | 2  | 4  | -2 |
| Inter    | 1    | 0 | 1 | 0  | 1  | 2  | 3  | -1 |

| 31 de agosto de 2006, 21:00 (EST) | Inter    | 1:2' | Milan                       | Estadio Giuseppe Meazza, Milán |                             |
|                                   | Cruz 19' |      | 31' Favalli · 35' Borriello | Árbitro(s): Gianluca Rocchi    | Árbitro(s): Gianluca Rocchi |

| 31 de agosto de 2006, 22:00 (EST) | Inter    | 1:1' | Juventus     | Estadio Giuseppe Meazza, Milán |                            |
|                                   | Figo 26' |      | 5' Del Piero | Árbitro(s): Mauro Bergonzi     | Árbitro(s): Mauro Bergonzi |

| Tanda de penaltis |  |     |  |            |
| Cruz              |  | 1:1 |  | Nedvěd     |
| Adriano           |  | 1:2 |  | Guzmán     |
| Figo              |  | 2:2 |  | Birindelli |
| Maaroufi          |  | 3:3 |  | Zalayeta   |
| Marino            |  | 3:4 |  | Del Piero  |

| 31 de agosto de 2006, 23:00 (EST) | Milan                         | 3:1' | Juventus    | Estadio Giuseppe Meazza, Milán |                             |
|                                   | Seedorf 26', 45+2' · Kaká 38' |      | 5' Zalayeta | Árbitro(s): Andrea De Marco    | Árbitro(s): Andrea De Marco |

### 2007
- Sede: Milán
- Mejor Jugador: Álvaro Recoba ( Inter)

| Equipo   | Ptos | G | P | PG | PP | GF | GE | DF |
| -------- | ---- | - | - | -- | -- | -- | -- | -- |
| Inter    | 5    | 1 | 0 | 1  | 0  | 1  | 0  | +1 |
| Milan    | 3    | 1 | 1 | 0  | 0  | 1  | 1  | 0  |
| Juventus | 1    | 0 | 1 | 0  | 1  | 0  | 1  | -1 |

| 14 de agosto de 2007, 21:00 (EST) | Juventus | 0:0' | Inter | Estadio Giuseppe Meazza, Milán |  |
|                                   |          |      |       | Árbitro(s): Domenico Celi      |  |

| Tanda de penaltis |  |     |  |             |
| Criscito          |  | 0:1 |  | Jiménez     |
| Iaquinta          |  | 1:2 |  | Cruz        |
| Andrade           |  | 2:3 |  | Samuel      |
| Salihamidžić      |  | 3:4 |  | César       |
| Del Piero         |  | 4:5 |  | N. Burdisso |

| 14 de agosto de 2007, 22:00 (EST) | Milan         | 1:0' | Juventus | Estadio Giuseppe Meazza, Milán |                              |
|                                   | Gilardino 26' |      |          | Árbitro(s): Andrea Gervasoni   | Árbitro(s): Andrea Gervasoni |

| 14 de agosto de 2007, 23:00 (EST) | Inter      | 1:0' | Milan | Estadio Giuseppe Meazza, Milán |                            |
|                                   | Recoba 28' |      |       | Árbitro(s): Antonio Damato     | Árbitro(s): Antonio Damato |

### 2008
- Sede: Turín
- Mejor Jugador: Clarence Seedorf ( Milan)

| Equipo   | Ptos | G | P | PG | PP | GF | GE | DF |
| -------- | ---- | - | - | -- | -- | -- | -- | -- |
| Milan    | 4    | 0 | 0 | 2  | 0  | 2  | 2  | 0  |
| Juventus | 4    | 1 | 0 | 0  | 1  | 3  | 2  | +1 |
| Inter    | 1    | 0 | 1 | 0  | 1  | 0  | 1  | -1 |

| 29 de julio de 2008, 20:30 (EST) | Juventus                      | 2:2' | Milan           | Estadio Olímpico de Turín, Turín |                              |
|                                  | Trezeguet 9' · Marchionni 12' |      | 8', 43' Seedorf | Árbitro(s): Christian Brighi     | Árbitro(s): Christian Brighi |

| Tanda de penaltis |  |     |  |             |
| Trezeguet         |  | 0:1 |  | Kaká        |
| Iaquinta          |  | 1:2 |  | Pirlo       |
| Chiellini         |  | 2:3 |  | Jankulovski |
| Tiago             |  | 2:4 |  | Paloschi    |

| 29 de julio de 2008, 21:30 (EST) | Juventus     | 1:0' | Inter | Estadio Olímpico de Turín, Turín |                           |
|                                  | Iaquinta 27' |      |       | Árbitro(s): Gabriele Gava        | Árbitro(s): Gabriele Gava |

| 29 de julio de 2008, 22:30 (EST) | Milan | 0:0' | Inter | Estadio Olímpico de Turín, Turín |  |
|                                  |       |      |       | Árbitro(s): Christian Brighi     |  |

| Tanda de penaltis |  |     |  |         |
| Kaká              |  | 1:1 |  | Adriano |
| Oddo              |  | 1:1 |  | Figo    |
| Jankulovski       |  | 2:2 |  | Suazo   |
| Favalli           |  | 2:2 |  | Jiménez |
| Brocchi           |  | 3:3 |  | Santon  |
| Digão             |  | 4:3 |  | Muntari |

### 2009
- Sede: Pescara
- Mejor Jugador: Amauri ( Juventus)

| Equipo   | Ptos | G | P | PG | PP | GF | GE | DF  |
| -------- | ---- | - | - | -- | -- | -- | -- | --- |
| Juventus | 5    | 1 | 0 | 1  | 0  | 3  | 1  | + 2 |
| Inter    | 4    | 1 | 0 | 0  | 1  | 2  | 1  | + 1 |
| Milan    | 0    | 0 | 2 | 0  | 0  | 0  | 3  | - 3 |

| 14 de agosto de 2009, 20:30 (EST) | Inter            | 1:1' | Juventus   | Estadio Adriatico, Pescara |                            |
|                                   | Thiago Motta 26' |      | 44' Amauri | Árbitro(s): Antonio Damato | Árbitro(s): Antonio Damato |

| Tanda de penaltis |  |     |  |              |
| Milito            |  | 1:1 |  | Salihamidžić |
| Balotelli         |  | 2:2 |  | Grygera      |
| Chivu             |  | 3:3 |  | Felipe Melo  |
| Thiago Motta      |  | 4:3 |  | Poulsen      |
| Samuel            |  | 4:4 |  | Amauri       |
| Vieira            |  | 5:5 |  | Iaquinta     |
| Santon            |  | 5:6 |  | Legrottaglie |

| 14 de agosto de 2009, 21:30 (EST) | Milan | 0:1' | Inter         | Estadio Adriatico, Pescara |                          |
|                                   |       |      | 24' Balotelli | Árbitro(s): Paolo Valeri   | Árbitro(s): Paolo Valeri |

| 14 de agosto de 2009, 22:30 (EST) | Juventus                  | 2:0' | Milan | Estadio Adriatico, Pescara |                           |
|                                   | Amauri 13' · Iaquinta 31' |      |       | Árbitro(s): Carmine Russo  | Árbitro(s): Carmine Russo |

### 2010
- Sede: Bari
- Mejor Jugador: Wesley Sneijder ( Inter)

| Equipo   | Ptos | G | P | PG | PP | GF | GE | DF |
| -------- | ---- | - | - | -- | -- | -- | -- | -- |
| Inter    | 5    | 1 | 0 | 1  | 0  | 1  | 0  | +1 |
| Milan    | 3    | 0 | 0 | 1  | 1  | 1  | 1  | 0  |
| Juventus | 1    | 0 | 1 | 0  | 1  | 1  | 2  | -1 |

| 13 de agosto de 2010, 20:45 (EST) | Inter        | 1:0' | Juventus | Estadio San Nicola, Bari  |                           |
|                                   | Sneijder 25' |      |          | Árbitro(s): Domenico Celi | Árbitro(s): Domenico Celi |

| 13 de agosto de 2010, 21:45 (EST) | Milan          | 1:1' | Juventus  | Estadio San Nicola, Bari               |                                        |
|                                   | Ronaldinho 20' |      | 32' Diego | Árbitro(s): Antonio Danilo Giannoccaro | Árbitro(s): Antonio Danilo Giannoccaro |

| Tanda de penaltis |  |     |  |             |
| Ronaldinho        |  | 1:1 |  | Trezeguet   |
| Borriello         |  | 2:2 |  | Diego       |
| Pirlo             |  | 3:2 |  | Simone Pepe |
| Nesta             |  | 4:2 |  | Amauri      |

| 13 de agosto de 2010, 22:45 (EST) | Inter | 0:0' | Milan | Estadio San Nicola, Bari  |  |
|                                   |       |      |       | Árbitro(s): Domenico Celi |  |

| Tanda de penaltis |  |     |  |            |
| Milito            |  | 1:0 |  | Flamini    |
| Mancini           |  | 1:0 |  | Inzaghi    |
| Coutinho          |  | 2:1 |  | Oddo       |
| Obi               |  | 3:2 |  | Huntelaar  |
| Stanković         |  | 3:2 |  | Ronaldinho |

### 2011
- Sede: Bari
- Mejor Jugador: Mirko Vučinić ( Juventus)

| Equipo   | Ptos | G | P | PG | PP | GF | GE | DF |
| -------- | ---- | - | - | -- | -- | -- | -- | -- |
| Inter    | 5    | 1 | 0 | 1  | 0  | 2  | 1  | +1 |
| Juventus | 4    | 1 | 0 | 0  | 1  | 3  | 2  | +1 |
| Milan    | 0    | 0 | 2 | 0  | 0  | 1  | 3  | −2 |

| 18 de agosto de 2011, 20:45 (EST) | Inter         | 1:1' | Juventus   | Estadio San Nicola, Bari   |                            |
|                                   | Ranocchia 16' |      | 8' Vučinić | Árbitro(s): Antonio Damato | Árbitro(s): Antonio Damato |

| Tanda de penaltis |  |     |  |              |
| Pazzini           |  | 1:1 |  | Del Piero    |
| Thiago Motta      |  | 2:1 |  | Pasquato     |
| Pandev            |  | 2:2 |  | Bonucci      |
| Sneijder          |  | 3:3 |  | Vučinić      |
| Stanković         |  | 4:4 |  | Pirlo        |
| Ranocchia         |  | 5:5 |  | Lichtsteiner |
| Samuel            |  | 6:5 |  | Barzagli     |

| 18 de agosto de 2011, 22:00 (EST) | Juventus                | 2:1' | Milan       | Estadio San Nicola, Bari        |                                 |
|                                   | Vidal 21' · Matri 45+2' |      | 13' Cassano | Árbitro(s): Antonio Giannoccaro | Árbitro(s): Antonio Giannoccaro |

| 18 de agosto de 2011, 23:10 (EST) | Inter      | 1:0' | Milan | Estadio San Nicola, Bari   |                            |
|                                   | Milito 28' |      |       | Árbitro(s): Antonio Damato | Árbitro(s): Antonio Damato |

### 2012
- Sede: Bari
- Mejor Jugador: Philippe Coutinho ( Inter)

| Equipo   | Ptos | G | P | PG | PP | GF | GE | DF |
| -------- | ---- | - | - | -- | -- | -- | -- | -- |
| Inter    | 6    | 2 | 0 | 0  | 0  | 3  | 1  | +2 |
| Juventus | 3    | 1 | 1 | 0  | 0  | 1  | 1  | 0  |
| Milan    | 0    | 0 | 2 | 0  | 0  | 1  | 3  | -2 |

| 21 de julio de 2012, 20:45 (EST) | Inter        | 1:0' | Juventus | Estadio San Nicola, Bari  |                           |
|                                  | Coutinho 12' |      |          | Árbitro(s): Carmine Russo | Árbitro(s): Carmine Russo |

| 21 de julio de 2012, 22:00 (EST) | Juventus    | 1:0' | Milan | Estadio San Nicola, Bari |                         |
|                                  | Vučinić 31' |      |       | Árbitro(s): Marco Guida  | Árbitro(s): Marco Guida |

| 21 de julio de 2012, 23:10 (EST) | Inter                    | 2:1' | Milan           | Estadio San Nicola, Bari  |                           |
|                                  | Guarín 25' · Palacio 34' |      | 16' El Shaarawy | Árbitro(s): Carmine Russo | Árbitro(s): Carmine Russo |

### 2013
- Sede: Reggio Emilia
- Mejor Jugador: Nigel de Jong ( Milan)

| Equipo   | Ptos | G | P | PG | PP | GF | GE | DF |
| -------- | ---- | - | - | -- | -- | -- | -- | -- |
| Sassuolo | 4    | 1 | 0 | 0  | 1  | 2  | 1  | +1 |
| Juventus | 3    | 0 | 0 | 1  | 1  | 0  | 0  | 0  |
| Milan    | 2    | 0 | 1 | 1  | 0  | 1  | 2  | -1 |

| 23 de julio de 2013, 20:45 (EST) | Milan | 0:0' | Juventus | Estadio Cittá del Tricolore, Reggio Emilia |  |
|                                  |       |      |          | Árbitro(s): Andrea Gervasoni               |  |

| Tanda de penaltis |  |     |  |              |
| Robinho           |  | 1:1 |  | Vidal        |
| de Jong           |  | 2:1 |  | Lichtsteiner |
| Mexès             |  | 3:2 |  | Tévez        |
| Niang             |  | 4:3 |  | Asamoah      |
| Nocerino          |  | 4:4 |  | Vučinić      |
| Bonera            |  | 5:5 |  | Peluso       |
| Traoré            |  | 6:6 |  | De Ceglie    |
| Zaccardo          |  | 7:6 |  | Padoin       |

| 23 de julio de 2013, 21:45 (EST) | Juventus | 0:0' | Sassuolo | Estadio Cittá del Tricolore, Reggio Emilia |  |
|                                  |          |      |          | Árbitro(s): Sebastiano Peruzzo             |  |

| Tanda de penaltis |  |     |  |           |
| Quagliarella      |  | 0:1 |  | Zazal     |
| Büchel            |  | 1:2 |  | Kurtić    |
| García            |  | 2:2 |  | Alexe     |
| Matri             |  | 2:3 |  | Missiroli |
| Vidal             |  | 3:3 |  | Terranova |
| Motta             |  | 4:3 |  | Berardi   |

| 23 de julio de 2013, 22:45 (EST) | Sassuolo         | 2:1' | Milan      | Estadio Cittá del Tricolore, Reggio Emilia |                              |
|                                  | Masucci 12', 45' |      | 4' Petagna | Árbitro(s): Andrea Gervasoni               | Árbitro(s): Andrea Gervasoni |

### 2014
- Sede: Reggio Emilia

| Equipo   | Ptos | G | P | PG | PP | GF | GE | DF |
| -------- | ---- | - | - | -- | -- | -- | -- | -- |
| Milan    | 6    | 2 | 0 | 0  | 0  | 3  | 0  | +3 |
| Juventus | 3    | 1 | 1 | 0  | 0  | 1  | 1  | 0  |
| Sassuolo | 0    | 0 | 2 | 0  | 0  | 0  | -3 | -3 |

| 23 de agosto de 2014, 20:45 (EST) | Juventus | [0:1]' | Milan     | Estadio Cittá del Tricolore, Reggio Emilia |                               |
|                                   |          |        | Honda 30' | Árbitro(s): Pierro Giacomelli              | Árbitro(s): Pierro Giacomelli |

| 23 de agosto de 2014, 21:45 (EST) | Juventus    | [1:0]' | Sassuolo | Estadio Cittá del Tricolore, Reggio Emilia |                                 |
|                                   | Pereyra 43' |        |          | Árbitro(s): Massimiliano Irrati            | Árbitro(s): Massimiliano Irrati |

| 23 de agosto de 2014, 22:45 (EST) | Sassuolo | [0:2]' | Milan                              | Estadio Cittá del Tricolore, Reggio Emilia |                               |
|                                   |          |        | Ménez 8' (penalty) El Shaarawy 19' | Árbitro(s): Pierro Giacomelli              | Árbitro(s): Pierro Giacomelli |

### 2015
- Sede: Reggio Emilia

| Equipo   | Ptos | G | P | PG | PP | GF | GE | DF |
| -------- | ---- | - | - | -- | -- | -- | -- | -- |
| Milan    | 5    | 1 | 0 | 1  | 0  | 3  | 2  | +1 |
| Sassuolo | 4    | 1 | 0 | 0  | 1  | 2  | 1  | +1 |
| Inter    | 0    | 0 | 2 | 0  | 0  | 1  | -3 | -2 |

| 12 de agosto de 2015, 20:45 (EST) | Milan                                     | [2:1]' | Inter        | Estadio Cittá del Tricolore, Reggio Emilia |                              |
|                                   | Bertolacci 5' Bacca 23' Alex Expulsión 38 |        | Brozović 31' | Árbitro(s): Andrea Gervasoni               | Árbitro(s): Andrea Gervasoni |

| 12 de agosto de 2015, 21:45 (EST) | Inter | [0:1]' | Sassuolo   | Estadio Cittá del Tricolore, Reggio Emilia |                            |
|                                   |       |        | Defrel 23' | Árbitro(s): Marco Di Bello                 | Árbitro(s): Marco Di Bello |

| 12 de agosto de 2015, 22:45 (EST) | Sassuolo  | [1:1]' | Milan          | Estadio Cittá del Tricolore, Reggio Emilia |                              |
|                                   | Duncan 7' |        | Nocerino 45+3' | Árbitro(s): Andrea Gervasoni               | Árbitro(s): Andrea Gervasoni |

### 2016
- Sede: Reggio Emilia

| Equipo        | Ptos | G | P | PG | PP | GF | GE | DF |
| ------------- | ---- | - | - | -- | -- | -- | -- | -- |
| Celta de Vigo | 4    | 1 | 0 | 0  | 1  | 1  | 0  | +1 |
| Sassuolo      | 3    | 1 | 1 | 0  | 0  | 3  | 3  | ̟0  |
| Milan         | 2    | 0 | 1 | 1  | 0  | 2  | 3  | -1 |

| 10 de agosto de 2016, 21:00 (EST) | Milan | [0:0]' | Celta de Vigo | Estadio Cittá del Tricolore, Reggio Emilia |  |
|                                   |       |        |               | Árbitro(s): Andrea Gervasoni               |  |

| Tanda de penaltis |  |     |  |            |
| Bacca             |  | 1:0 |  | Iago Aspas |
| Niang             |  | 2:0 |  | Wass       |
| Montolivo         |  | 3:1 |  | Chelo Díaz |
| Honda             |  | 3:2 |  | Sisto      |
| Bonaventura       |  | 4:2 |  |            |

| 10 de agosto de 2016, 22:00 (EST) | Celta de Vigo | [1:0]' | Sassuolo | Estadio Cittá del Tricolore, Reggio Emilia |                            |
|                                   | Drazic 15'    |        |          | Árbitro(s): Marco Di Bello                 | Árbitro(s): Marco Di Bello |

| 10 de agosto de 2016, 23:00 (EST) | Milan               | [2:3]' | Sassuolo                               | Estadio Cittá del Tricolore, Reggio Emilia |                              |
|                                   | Niang 2' (pen), 10' |        | Falcinelli 18' Politano 32' Trotta 40' | Árbitro(s): Andrea Gervasoni               | Árbitro(s): Andrea Gervasoni |

## Tabla Histórica
Actualizado hasta 2016
| Pos. | Club          | Participaciones | Partidos Ganados | Partidos Perdidos | Penales Ganados | Penales Perdidos | Goles A Favor | Goles En Contra | Diferencia | Puntos | Títulos |
| ---- | ------------- | --------------- | ---------------- | ----------------- | --------------- | ---------------- | ------------- | --------------- | ---------- | ------ | ------- |
| 1    | Inter         | 13              | 11               | 4                 | 5               | 6                | 18            | 10              | +8         | 49     | 8       |
| 2    | Milan         | 16              | 10               | 12                | 7               | 3                | 26            | 27              | -1         | 47     | 5       |
| 3    | Juventus      | 14              | 6                | 12                | 5               | 5                | 16            | 23              | -7         | 33     | 1       |
| 4    | Sassuolo      | 4               | 3                | 3                 | 0               | 2                | 7             | 8               | -1         | 11     | 1       |
| 5    | Celta de Vigo | 1               | 1                | 0                 | 0               | 1                | 1             | 0               | +1         | 4      | 1       |

## Goleadores
| Jugador           | Equipo              | Goles |
| ----------------- | ------------------- | ----- |
| Clarence Seedorf  | Milan               | 4     |
| Christian Vieri   | Inter (2) Milan (1) | 3     |
| Gaetano Masucci   | Sassuolo            | 2     |
| Obafemi Martins   | Inter               | 2     |
| David Trezeguet   | Juventus            | 2     |
| Vincenzo Iaquinta | Juventus            | 2     |
| Amauri            | Juventus            | 2     |
| Mirko Vučinić     | Juventus            | 2     |